# Generaal Grant
Generaal Grant is een personage uit de stripreeks De Blauwbloezen die de rol van het historische figuur Ulysses S. Grant naspeelt. Hij is de generaal in de strips en wordt gehaat door Blutch omdat die tegen de militaire dienst is.

## Strips waarin generaal Grant meespeelt
- Van Noord naar Zuid (2)
- De deserteurs (5)
- De nor in Robertsonville (6)
- De blauwen in de puree (13)
- Blauwen en vrouwen (22)
- De neven van de overkant (23)
- Baby blue (24)
- Blauwen en bulten (25)
- Canadees goud (26)
- Bull Run (27)
- Buiten westen (29)
- Kapitein Nepel (35)
- en andere